# Andrijaš Mrnjavčević
Andrijaš Mrnjavčević o Andrija Kraljević (¿?), fue un noble serbio del siglo xiv que gobernó la región de Prilep desde 1371 hasta 1395. Su padre era el rey de Serbia, Vukašin (cogobernante con Esteban Uroš V). Su hermano fue el rey de Serbia, Marko, que gobernó la región de Macedonia (Vieja Serbia) desde 1371 hasta 1395.
Tenía un territorio en el reino de su hermano mayor Marko, acuñaba sus propias monedas y tenía el título de «Rey» («Kraljević»). Después de la muerte de Marko en 1395, Andrijaš y su hermano Dmitar dejaron Macedonia para asentarse en Ragusa, donde tomaron el tesoro que su padre, el rey Vukašin, había dejado en la ciudad. De Ragusa se dirigieron a Hungría donde se establecieron con otros serbios, Dmitar se convirtió en «Gran Župa de Zărand» y «comandante real de la ciudad de Villagoš» donde había muchos serbios. Según la crónica de Dečani, Andrijaš murió en la batalla de Rovine en 1395.